# Caspar von Schönberg (Politiker)
Caspar von Schönberg (* 13. April 1570 in Schönau; † 9. Juni 1629 in Dresden) war ein kursächsischer Politiker.

## Leben
Caspar von Schönbergs Vater war der Hofmarschall Hans Wolf von Schönberg auf Pulsnitz, seine Mutter Ursula von Schönberg geb. Carlowitz. Er ging in Guteborn zur Schule, ab 1587 für drei Jahre zum Studium nach Leipzig. Ein Kommilitone sagte später, er habe keinen von Adel gekannt, der so unablässig Tag und Nacht über den Büchern gelegen habe. 1590–1592 unternahm er eine Kavalierstour, die ihn u. a. nach Straßburg, Venedig, Padua und Rom führte. Hernach hielt er sich einige Zeit auf Malta auf.
1599 wurde er Assessor am Kurfürstlich Sächsischen Appellationsgericht, 1601 Hofrat, 1604 Geheimrat und Präsident des Appellationsgerichtes. 1605 heiratete er Agnes von Haugwitz, die Tochter des kurfürstlichen Rats Ernst Hans von Haugwitz. Die Ehe blieb kinderlos.
Unter Kurfürst Johann Georg I. stieg Caspar von Schönberg zum Präsidenten des Geheimen Rates auf. Er prägte dann über ein Jahrzehnt lang die sächsische Außenpolitik, besonders in der Anfangsphase des Dreißigjährigen Krieges, wo der Kurfürst ihm alle wichtigen strategischen Entscheidungen überließ.
So betrieb Schönberg 1619 das Bündnis zwischen Sachsen und Ferdinand von Österreich, gegen die in der böhmischen Konföderation zusammengeschlossenen Aufständischen. 1620 besetzten sächsische Truppen im Auftrag des Kaiser Ober- und Niederlausitz. Die beiden Länder kamen als Ersatz für nicht erstattete Kriegskosten in kursächsischen Pfandbesitz.
Wegen seiner guten Beziehungen zum Wiener Hof, erreichte Caspar von Schönberg, dass sein Bruder Hans Wolff, der sich in der Oberlausitz am Aufstand gegen den Kaiser beteiligt hatte, keine Strafe befürchten musste.
Als die sächsische Politik des Bündnisses mit den Habsburgern kaum noch fortsetzbar war, weil die siegreichen Kaiserlichen keine Rücksicht mehr auf das protestantische Kursachsen nahmen, starb Schönberg 1629. Sein Grab befand sich in der 1945 zerstörten Sophienkirche.